# Perlové souostroví
Perlové souostroví (španělsky Archipiélago de las Perlas, v různých zdrojích též Perlové ostrovy, Souostroví perel) je souostroví v Panamském zálivu přibližně 80 km jihovýchodně od Ciudad de Panamá. Administrativně tyto ostrovy tvoří panamský distrikt Balboa, který spadá pod provincii Panama. Svůj název nese souostroví podle vysokého výskytu mořských měkkýšů produkujících perly. Dnes je považováno za jedno z nejpříhodnějších míst na světě pro sportovní rybaření díky vysokému množství a diverzitě ryb.
V předkolumbovském období obývali tyto ostrovy Indiáni. Pro Evropany je v roce 1513 objevil Vasco Núñez de Balboa. V koloniálním období, kdy byla Panama španělskou kolonií, využívali ostrovy piráti, kteří drancovali nepříliš vzdálená města na panamském pobřeží a ostrovy jim sloužily jako skladiště pro uloupený majetek.

## Geografie
Souostroví je vulkanického původu, na větších ostrovech se nacházejí prameny sladké vody. Panuje zde tropické klima, zdejší fauna i flora je velice rozmanitá.
Největší ostrov]souostroví se jmenuje Isla del Rey (česky Královský ostrov. Je to celkově druhý největší panamský ostrov po Coibě), jeho rozloha činí 234 km2 a leží na něm i správní centrum celého distriktu - město San Miguel. Druhý největší ostrov Pedro González má rozlohu 44 km2, nachází se v jihozápadní části souostroví a není trvale osídlen. Co do významu je nejdůležitější ostrov Contadora, kde se nachází vnitrostátní letiště, hotely a další zázemí pro turisty.
Další ostrovy jsou Bolano, Buena Vista, Cana, Casaya, Chepra, Chitre, Cocos, Espiritú Santo, Galera, Gallo, Gilbraleon, Lampon, Marin, Mina, Mogo Mogo, Pacheca, Pachequille, Puerco, San José, Senora, Vivenda, Vivienda a Viveros.

## Zajímavost
Perlové souostroví je častým dějištěm reality show Survivor. Mimo jiné zde proběhla v červenci a srpnu 2006 i česká varianta hry - Trosečník.

## Galerie

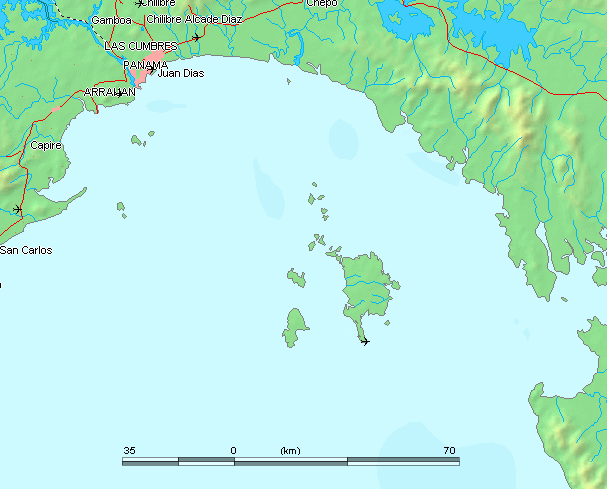
Mapa Perlového souostroví
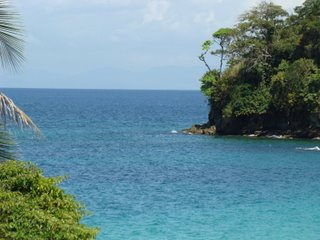
Pobřeží ostrova Contadora
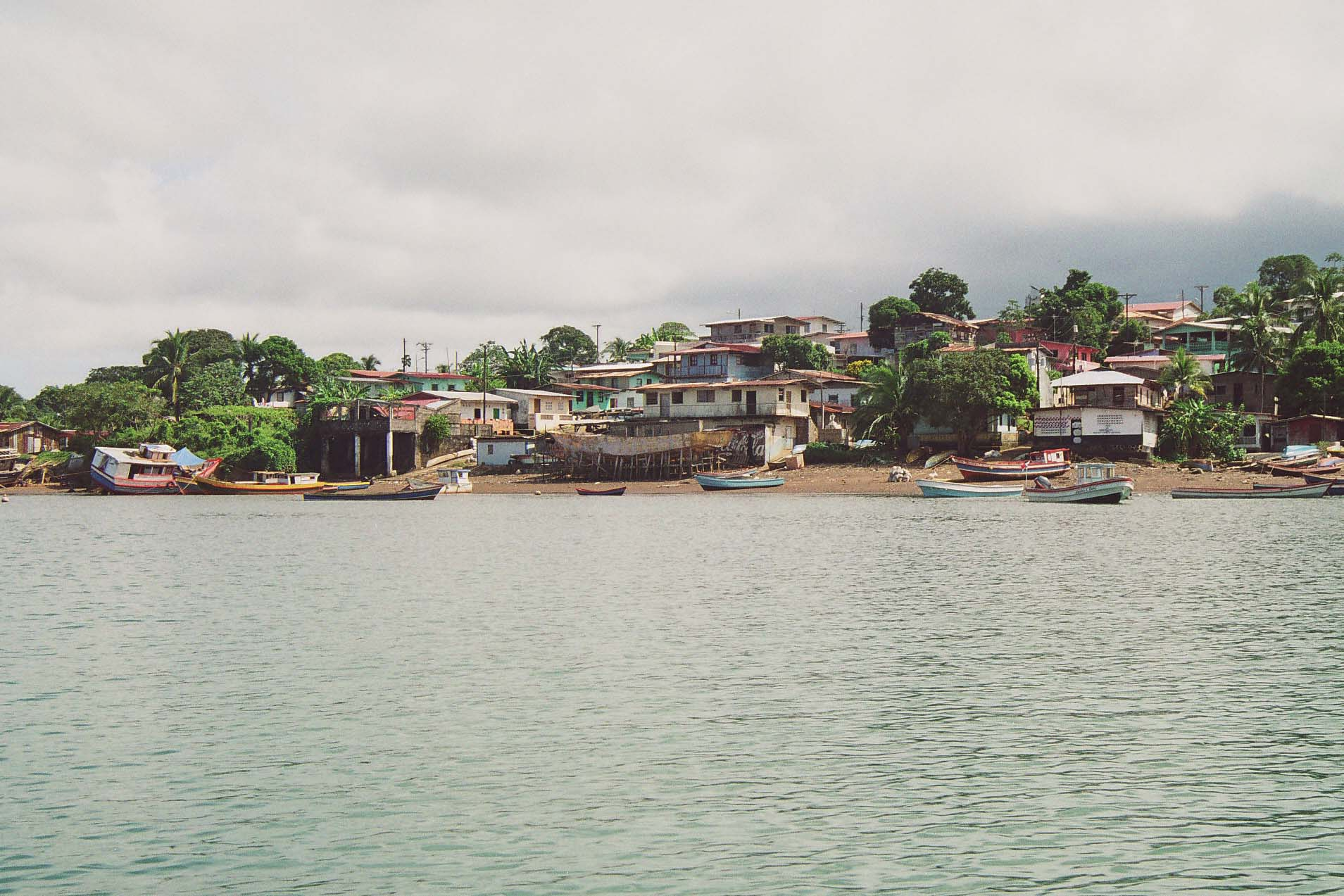
Město San Miguel na ostrově Isla del Rey
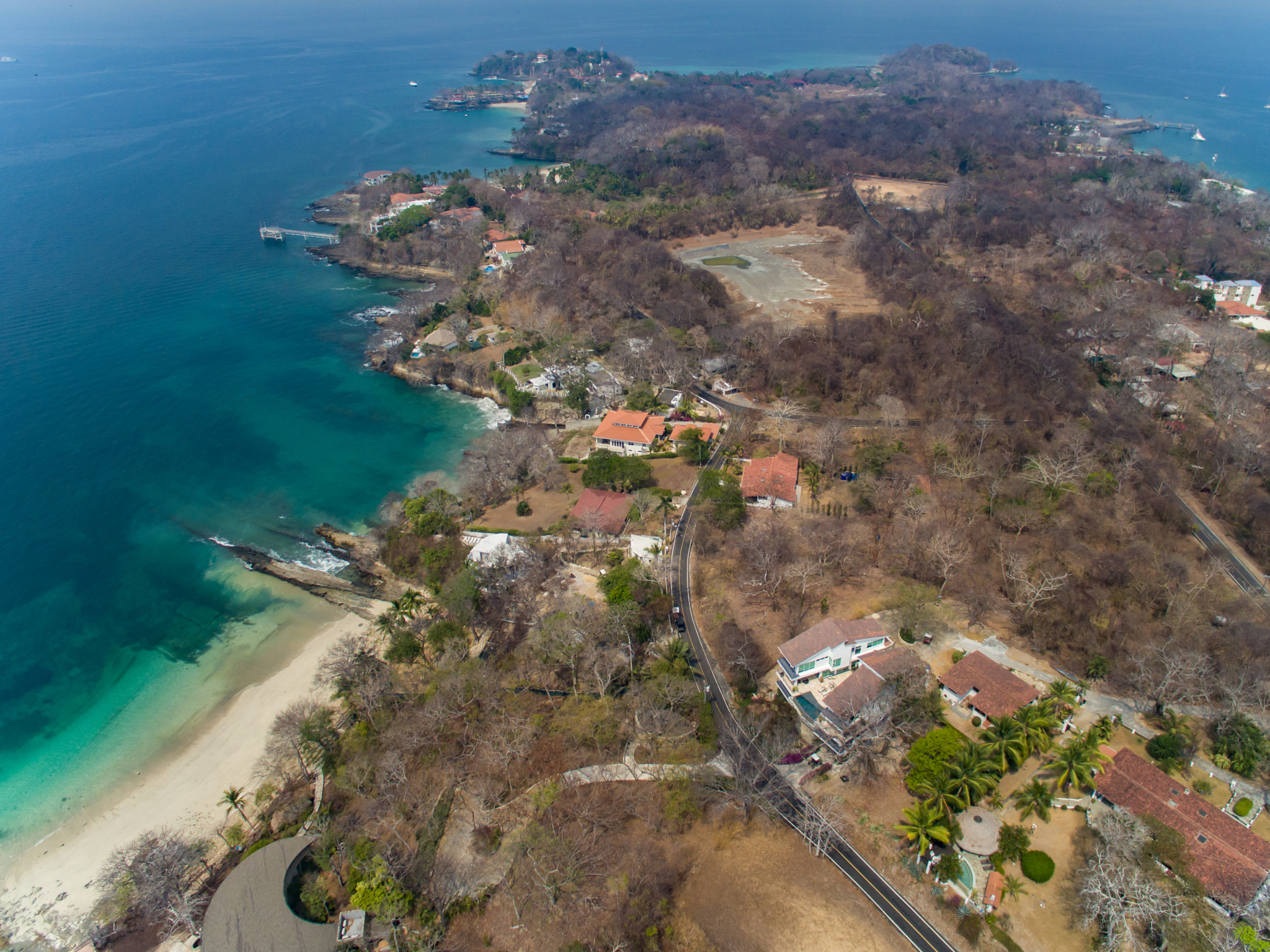
Contadora